# Theope zafaran
Espèce
Theope zafaran est une espèce d'insectes lépidoptères appartenant à la famille des Riodinidae et au genre Theope.

## Taxonomie
Theope zafaran a été nommé par Christian Brévignon en 2011.

## Description
Theope zafaran est un papillon au dessus de couleur marron violacé avec une aire bleu violacé aux ailes antérieures.
Le revers est jaune grisé, avec une frange grise.

## Écologie et distribution
Theope zafaran n'est présent qu'en Guyane.

### Biotope
Il réside en Guyane.

### Protection
Pas de statut de protection particulier.